# Абсолютний Бетмен
«Абсолю́тний Бе́тмен» (англ. Absolute Batman) — серія коміксів про Бетмена, що видається DC Comics. Сценаристом виступив Скотт Снайдер, а ілюстратором — Нік Драґотта. Публікація серії розпочалася 9 жовтня 2024 року й стала першим проєктом Absolute Universe (AU) від DC.
У центрі сюжету — 24-річний Брюс Вейн, інженер-будівельник із робітничого класу, який ночами бореться зі злочинністю як месник Бетмен. Тим часом за ним таємно стежить агент Альфред Пенніворт.

## Історія публікації
У липні 2024 року готувалась до виходу серія коміксів про Бетмена, написана Скоттом Снайдером і проілюстрована Ніком Драґоттою, в рамках нового імпринту DC Comics — Absolute Universe (AU), який курує сам Снайдер.
Публікація Absolute Batman розпочалась 9 жовтня того ж року — це була перша серія під імпринтом AU.

## Сюжет
Альфред повертається до Ґотема, щоб стежити за Брюсом Вейном, який, не впоравшись із травмою втрати батька, стає Бетменом. У місті тим часом набирає сили банда «Party Animals» на чолі з Романом Сіонісом, також відомим як Чорна Маска. Бетмен намагається зупинити хаос, який вони сіють. Альфред починає підозрювати, ким насправді є темний месник, але Брюс не визнається й тікає. У місті з’являється новий гравець — Джокер.
Бетмен продовжує боротьбу з бандою, а Альфред, хоч і неохоче, допомагає. Брюс дізнається про фінансові зв’язки між Гіллом, криптовалютною мережею і секретними в’язницями. У результаті він виходить на Сіоніса й вступає з ним у протистояння.
Через флешбеки глядач дізнається, як Брюс став Бетменом: він скористався коштами Чорної Маски, щоб створити бет-сигнал, чим викликав гнів Сіоніса. Той атакує Брюса, але той утікає. Альфред знаходить його пораненим, але спершу не втручається. Зрештою Брюс відкривається своїм друзям, і ті обіцяють допомогу. Команда атакує сервер банди, що розташований на яхті Сіоніса. Брюс перемагає Чорну Маску й знищує сервер. Альфред рятує його. Джокер дізнається про поразку Сіоніса.
Гілл стає мером Ґотема. Брюс розслідує смерть Мелоуна в Аркгемі, що приводить його до компанії V-Core і Віктора Фріза. Він вирішує проникнути всередину.

## Персонажі
- Бетмен / Брюс Вейн
- Чорна Маска / Роман Сіоніс
- Альфред Пенніворт
- Гарві Дент
- Джокер
- Освальд Кобблпот
- Мітчелл Мелон
- Едвард Ніґма

## Колекційні видання
| № | Назва                     | Випуски              | Формат | Сторінки | Released      | ISBN           |
| - | ------------------------- | -------------------- | ------ | -------- | ------------- | -------------- |
| 1 | «Зоопарк» (англ. The Zoo) | Absolute Batman #1–6 | HC     | 176      | 5 серпня 2024 | 978-1799505242 |
| 1 | «Зоопарк» (англ. The Zoo) | Absolute Batman #1–6 | TPB    | 176      | 5 серпня 2024 | 978-1799505259 |